# Монастырь Хольцен
Монастырь Хольцен (нем. Kloster Holzen) — бывший бенедиктинский монастырь, располагавшийся на территории баварской общины Алльмансхофен и относившийся к епархии Аугсбурга. Согласно местным легендам, монастырь был основан в 1150 году Марквардом фон Доннерсбергом, а с начала XIII века назывался «Нойвассер». Сегодня на территории бывшего монастыря располагается учреждение для людей с ограниченными возможностями. Знаменитая монастырская барочная церковь Иоанна Крестителя, построенная в 1704 году, продолжает привлекать туристов, путешествующих по Романтической дороге.